# 周一男
周一男（？—2004年5月26日），原香港凤凰卫视董事局前副主席。

## 生平
2004年5月26日周一男自其深圳开办的公司下班后，同事再也联系不上他，直到29日晚上8时左右，公司雇员因感觉可疑便至福田区高档住宅小区信托花园9栋E座一楼周的家中，发现命案后当即向警方报案，警察赶赴现场后发现周一男、妻子向永进、5岁的女儿、60多岁的会计党振江和16岁保姆林静共计2男3女5人被杀害，被害人的信用卡、现金等财物被抢走。这起特大杀人血案即被媒体称为前凤凰卫视副主席“周一男灭门案”；案发后引起社会广泛关注，并被公安部列为督办大案；警方接到报案后不到30小时案件被侦破，作案凶手为周一男女邻居吴远翠的老乡湖北五峰县人罗军、张涛、郑安和胡钢。